# 第79独立空中強襲旅団 (ウクライナ空中機動軍)
第79独立空中強襲旅団（だい79どくりつくうちゅうきょうしゅうりょだん、ウクライナ語: 79-та окрема десантно-штурмова бригада）は、ウクライナ空中機動軍の旅団。空中機動軍司令部隷下。
第95独立空中強襲旅団と共にウクライナ軍のエリート部隊とされる。

## 概要

### ソ連空挺軍
1979年9月、ソ連空挺軍第105親衛空挺師団隷下の第612空中支援大隊、第100偵察中隊を基幹に第40独立空中強襲旅団としてウクライナ・ソビエト社会主義共和国ムィコラーイウ州で創設された。

### ウクライナ陸軍
1992年1月1日、ソビエト連邦の崩壊とウクライナの独立に伴い、創設されたウクライナ陸軍に編入し、第40独立空中機動旅団に改編された。
1999年1月、部隊縮小に伴い、第79独立空中機動連隊に改編された。
2000年から、国際連合平和維持活動に参加し、ユーゴスラビア、イラク、シエラレオネ、リベリアに駐留した。
2007年7月1日、部隊増強に伴い、第79独立空中機動旅団に改編された。
2009年6月5日、ヴィクトル・ユシチェンコ大統領から、名誉称号「ムィコラーイウ」を授与された。
2012年12月、第88独立空中機動大隊をオデッサ州に新編した。

### ドンバス戦争
2014年3月、ロシアのクリミア侵攻の影響に伴い、クリミア半島と接する南部ヘルソン州に配備され、以後はドンバス戦争で東部ドネツィク州、ルハーンシク州に再配置された。
2014年8月14日、義勇兵で編成されたフェニックス大隊が新編された。
2016年、ウクライナ空中機動軍に編入され、戦車中隊を新編し、第79独立空中強襲旅団に改編された。
2016年10月19日、第88独立空中強襲大隊が新編された第45独立空中強襲旅団隷下に転属した。

### ロシアのウクライナ侵攻

#### 東部・セベロドネツク戦線
2022年2月24日、ロシアのウクライナ侵攻では、ルガンスク人民共和国と接する東部ルハーンシク州セヴェロドネツィク地区に配備され、3月までセヴェロドネツィクの北を防御して後方連絡線を維持した。

#### 南部・ムィコラーイウ戦線
2022年2月24日、後方部隊、新兵募集センターが南部ムィコラーイウ州ムィコラーイウ地区に配備され、侵攻後に志願兵、動員兵で2個大隊が新編された。3月にムィコラーイウ郊外の駐屯基地兵舎がロシア軍のミサイル攻撃で破壊され、戦死者10人、戦傷者数十人の損害を受けたが、4月にロシア軍をムィコラーイウで撃退した。

#### 北部・キーウ戦線
2022年2月、1個大隊が北部キーウ州ブチャ地区に配備され、4月にロシア軍をホストメリで撃退した。

#### 東部・北ドネツク戦線
2022年4月、全隊が東部ドネツィク州クラマトルシク地区に再配置され、第2空中強襲大隊がヤムピリを防御していたが陣地を放棄して逃亡したため陥落した。5月に戦死者100人以上、捕虜200～300人の損害を受けてリマンが陥落し、ドネツ川の防衛線に撤退した。8月にドネツ川の渡河作戦を開始し、スタールイ・カラヴァンを解放して2022年ウクライナの東部反攻用の橋頭堡を確保した。
2022年6月28日、ウォロディミル・ゼレンスキー大統領から、勇気と勇敢さに対する栄誉賞を授与された。

#### 東部・アウディーイウカ戦線
2022年9月、東部ドネツィク州ポクロウシク地区に再配置され、ロシア軍に町の大部分を占領されていたマリンカを防御した。町の大部分が破壊されていたため廃墟の地下室を陣地とし、補給は夜間のみの過酷な状況だったが、2023年9月には町が消滅し、12月にロシア軍はマリンカ占領を正式発表した。
2023年2月、1個空中強襲大隊を基幹にウクライナ海軍の第37独立海軍歩兵旅団が創設された。
2023年11月21日、ウォロディミル・ゼレンスキー大統領から、名誉称号「タウリア」を授与された。

## 編制
- 旅団司令部（ムィコラーイウ）
- 第1空中強襲大隊
- 第2空中強襲大隊
- 第3空中強襲大隊 フェニックス（ウクライナ語版）
- 第1空中強襲中隊 ベラルーシ
- 旅団砲兵群
  - 本部中隊
  - 自走砲大隊
  - 榴弾砲大隊
  - ロケット砲大隊
- 防空大隊
- 戦車中隊

- 偵察中隊
- 工兵中隊
- 着陸支援中隊
- 整備中隊
- 兵站中隊
- 通信中隊
- NBC防護中隊
- 衛生中隊
- 狙撃小隊

## ギャラリー

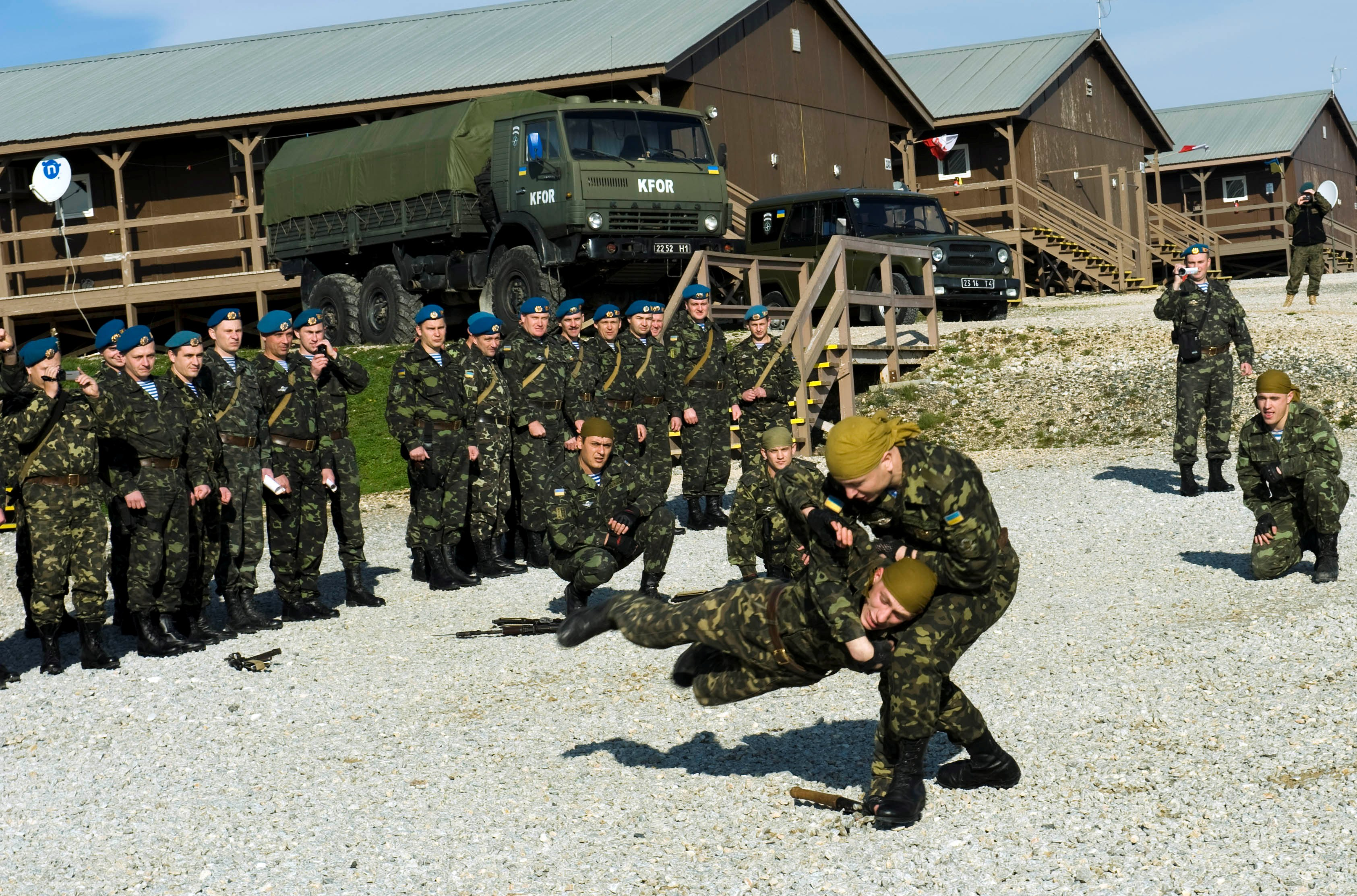
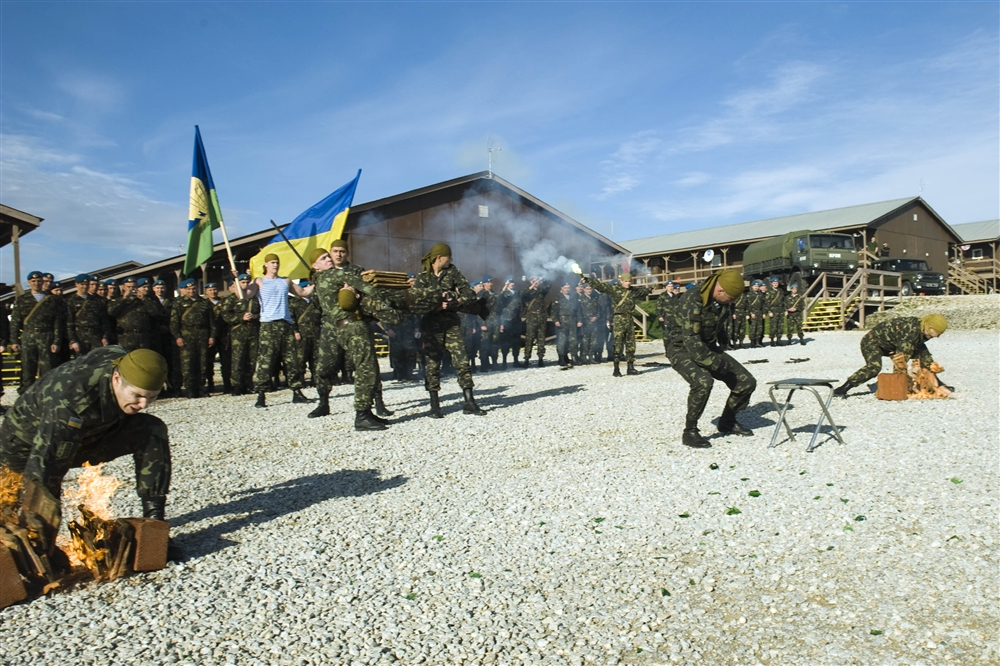
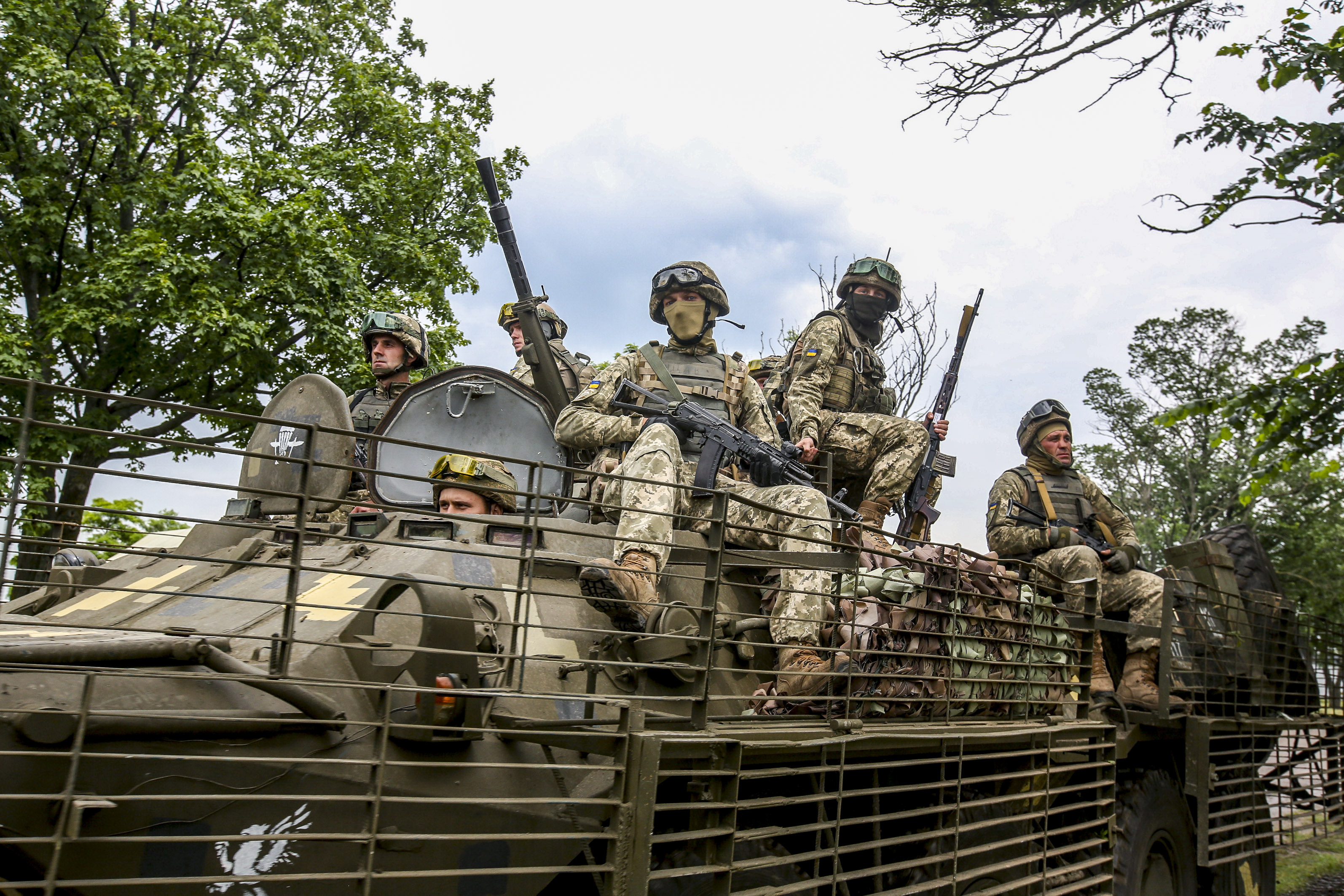
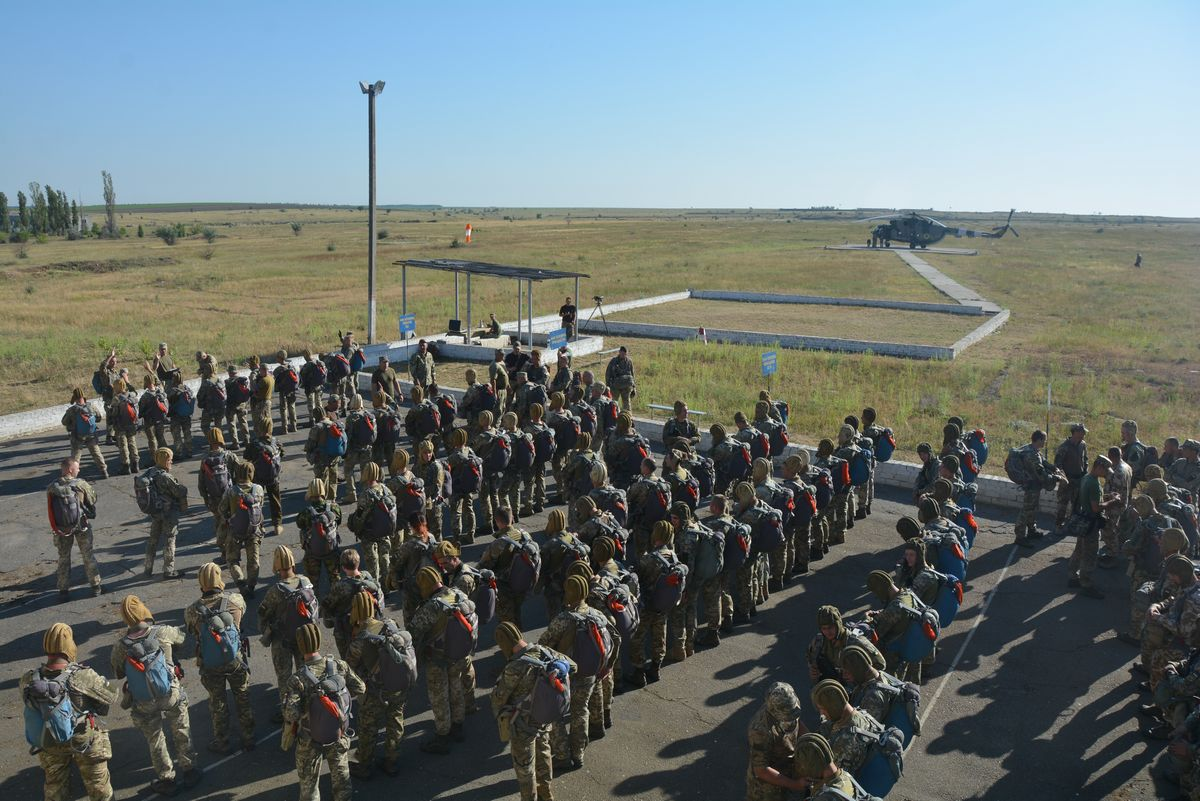

## 著名な出身者
- ヴァレリー・チビネエフ
- マキシム・ミルゴロドスキー